# Louie Ramsay
Louie Ramsay (25 november 1929 – 6 maart 2011) was een Britse actrice.  Zij werd in Zuid-Afrika geboren uit Schotse ouders en is grootgebracht in Londen, waar haar vader bij het Royal Free Hospital werkte. Zij volgde een opleiding bij de North London Collegiate School en na haar opleiding aan de Royal Academy of Dramatic Art kreeg zij al vroeg succes bij West End musicals als South Pacific, Tyger en Meet Me on the Corner met Max Bygraves. 
Nadat een ziekte het werken in musicals onmogelijk maakte, ging zij later bij het National Theatre werken waar Laurence Olivier haar een rol gaf als  Lillian in Eden End. Ramsay speelde ook in  Equus, The Cherry Orchard en The Misanthrope met Alec McGowen en Diana Rigg.
Bekend werd zij door haar rol als Dora Wexford, de vrouw van Inspector Wexford in de gelijknamige politieserie. Later werd zij ook in het echte leven de vrouw van hoofdrolspeler George Baker.

## Overige rollen
- The Avengers (ITV 1967)
- The Five O’Clock Club (Rediffusion 1964)
- Softly, Softly (BBC 1967)
- Emmerdale Farm (YTV)
- When The Boat Comes In (BBC 1981)
- Kings Royal (BBC 1982)
- Strike it Rich (BBC 1986)
- The Grand (Granada 1999)
- Holby City (BBC 2000)
- Doctors (BBC 2001)

- Biblioteca Nacional de España: XX4438769
- International Standard Name Identifier: 0000 0000 5902 7356
- Library of Congress Control Number: no2009057743
- MusicBrainz: b07daa9a-616b-4a4e-8ea3-b46dbbc72b01
- Virtual International Authority File: 86362680
- WorldCat: E39PBJtGX7vyhqXPtPtM3jFBT3